# Roger Plaxton
Roger Hayward Alan „Rod” Plaxton (ur. 2 czerwca 1904 w Parry Sound, zm. 20 grudnia 1963 w Toronto) – kanadyjski hokeista, złoty medalista zimowych igrzysk olimpijskich w Sankt Moritz.
Jego kuzyni Hugh i Herbert również byli hokeistami, mistrzami olimpijskimi z 1928.